# Хованский, Александр Сергеевич
Князь Александр Сергеевич Хованский (29 мая 1814, Архангельское, Ставропольский уезд, Симбирская губерния, Российская империя — 7 января 1885, Павленково, Старобельский уезд, Харьковская губерния, Российская империя) — уездный предводитель дворянства Чистопольского и Мамадышского уездов, коллежский секретарь.

## Биография
Младший сын cимбирского губернатора князя Сергея Николаевича Хованского (1767—1817) и Екатерины Александровны Аплечеевой (1780—1836), урождённой Наумовой. Воспитывался в Пажеском корпусе. 5 сентября 1833 произведён в корнеты в Лейб-гвардии Кирасирский Его Величества полк, 6 декабря 1835 в поручики. 11 июля 1836 года уволен со службы по прошению. С 15 февраля 1845 года почётный смотритель Мамадышского уездного училища, с 1847 года Чистопольского. 26 июня 1855 произведён в губернские секретари, 3 апреля 1856 произведён в коллежские секретари, был два трёхлетия уездным предводителем дворянства Чистопольского и Мамадышского уездов. В 1867 году пожалован орденом Святого Станислава 2 степени.
Около 1873 года приобрёл небольшую усадьбу в с. Павленково Старобельского уезда Харьковской губернии, недалеко от Славянска, и по совету докторов перебрался туда.
По воспоминанию современников, был заядлым рыболовом, охотником, отличным стрелком (его даже сравнивали в Карлсбаде с Вильгельмом Теллем), серьезно относился к образованию детей, не жалел на это средств.
По семейным преданиям, позировал для картины К. Е. Маковского «Боярский свадебный пир» (1883), которая находится сейчас в Музее Хиллвуд в Вашингтоне в частной коллекции.

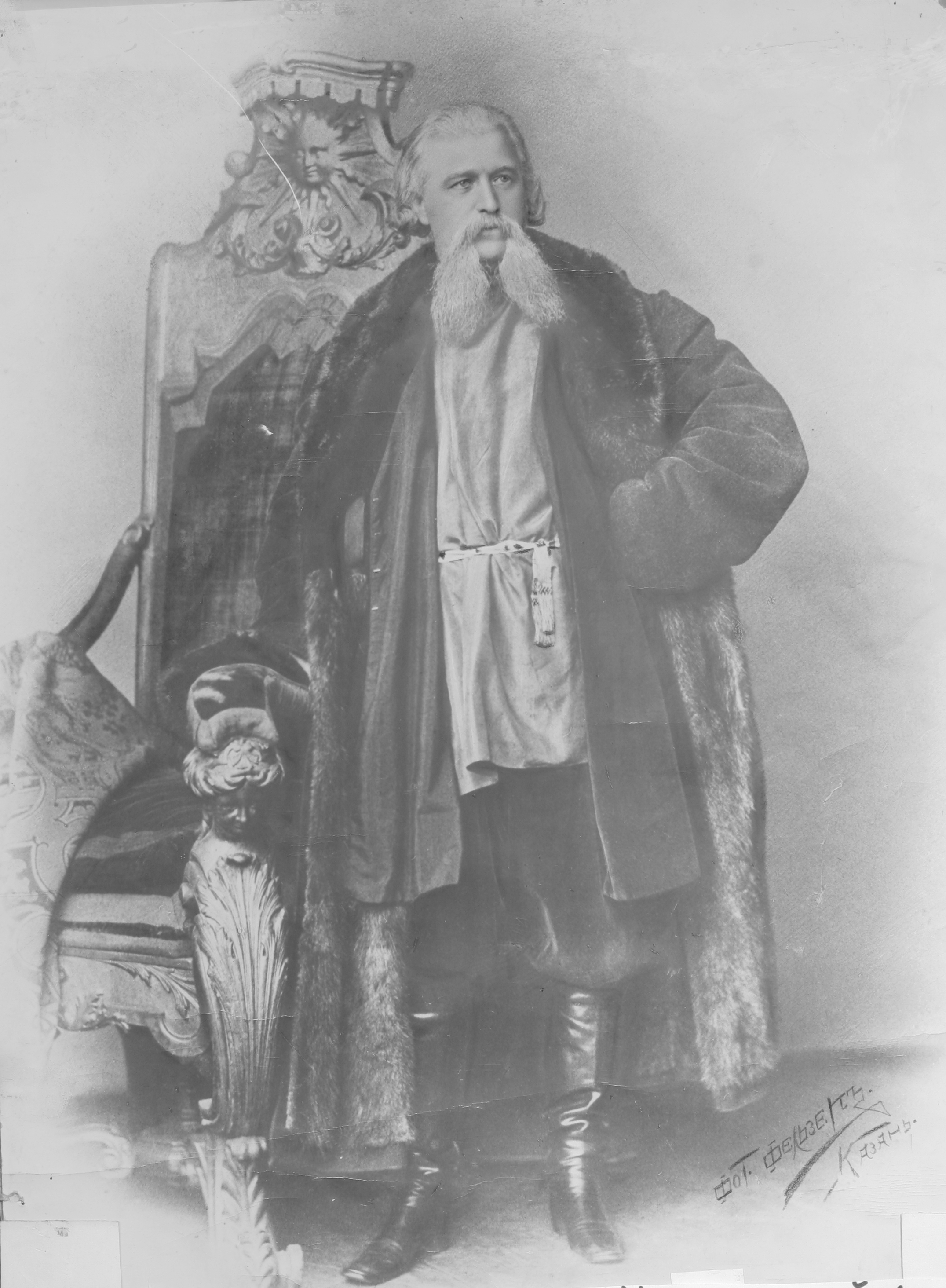
Князь Александр Сергеевич Хованский, по семейным преданиям, в этом костюме позировал для картины К. Е. Маковского «Боярский свадебный пир» (1883)

## Семья
Князь А. С. Хованский был женат дважды: 1) Варвара Ивановна Верещагина; 2) с 29 августа 1856 Екатерина Николаевна Геркен (29 ноября 1832 — 21 сентября 1903), дочь генерал-майора Николая Фёдоровича Геркена и жены его Марии Сергеевны Каменской (дочери генерала от инфантерии Сергея Михайловича Каменского). Окончила Казанский Родионовский институт благородных девиц, была удостоена Всемилостивейшей награды серебряный вензель, изобр. Е.И.В.
Совершеннолетние дети от первого брака:
- Мария (21 апреля 1838, с. Катюшино, Спасский уезд, Казанская губерния — 7 марта 1920, Казань). Муж генерал-лейтенант Порфирий Модестович Молоствов (5 июня 1827 — 20 октября 1890).[6]
- Наталья (10 декабря 1843 — 4 декабря 1892). Муж полковник Константин Константинович Семякин (8 августа 1836, Одесса — 2 июня 1888, Казань), сын генерала от инфантерии Константина Романовича Семякина.[7]

Совершеннолетние дети от второго брака:
- Александр (6 июля 1857 — 13 июня 1887).
- Софья (18 января 1859 — 2 декабря 1934, Москва). Окончила Санкт-Петербургскую консерваторию. Муж Николай Августович Эше (5 марта 1858 — 4 июня 1899, Рига). Мировой судья в Риге.[8]
- Елизавета (5 мая 1862 — 20 апреля 1932, Москва). Муж врач Василий Викторович Ляпунов (27 декабря 1854 — 10 марта 1929, Москва).[9]
- Екатерина (13 ноября 1866, Казань — 13 января 1920, Самара). Муж Николай Александрович Шишков (1 февраля 1856 — 3 июня 1910), коллежский секретарь.[10]

## Награды
- Кавалер ордена Святого Станислава 2 степени (1867)